# Museum of Contemporary Art Chengdu

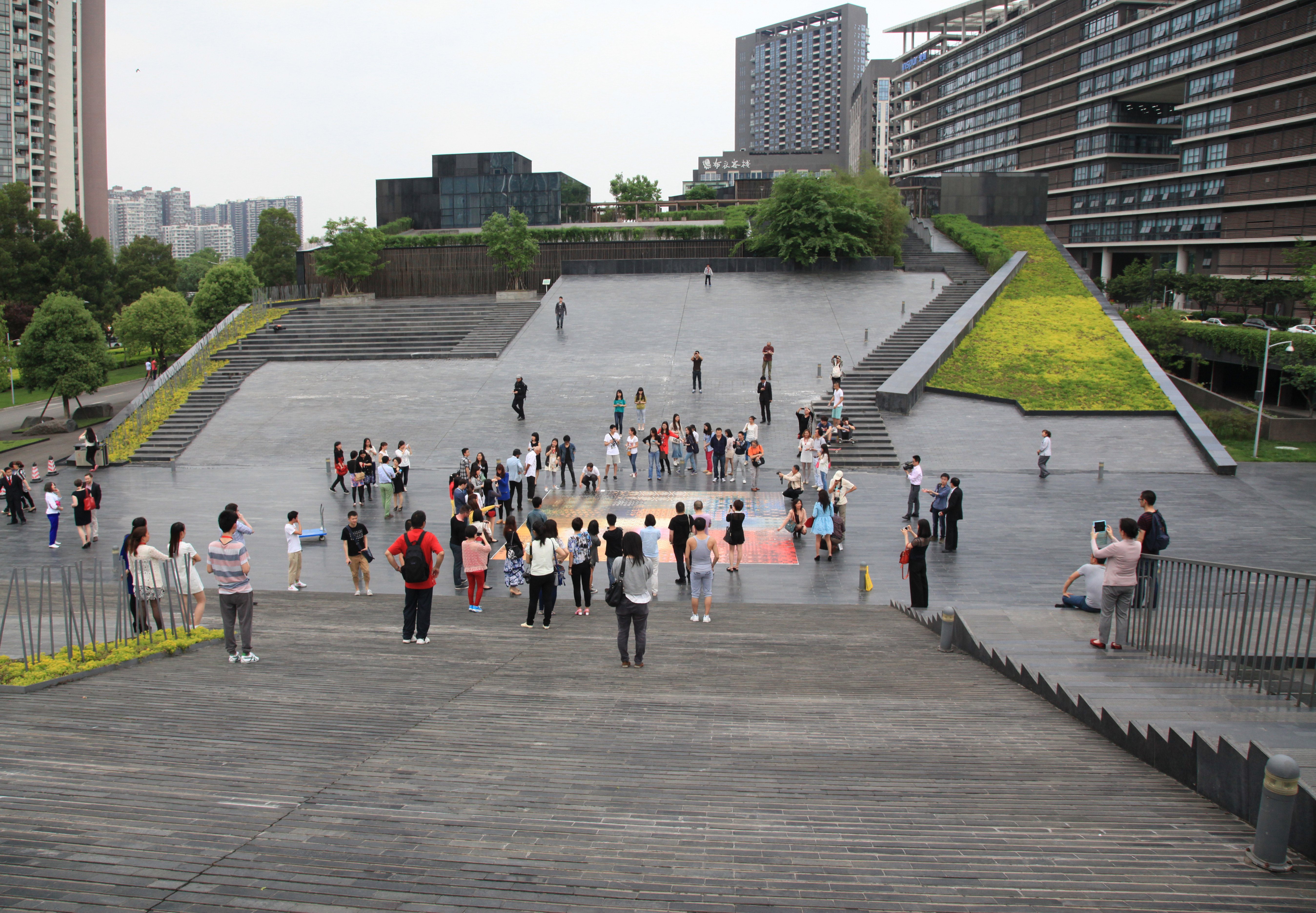

Het Museum of Contemporary Art Chengdu of MOCA (Chinees: 成都当代美术馆) is een museum in het Chinese Chengdu. In het museum wordt hedendaagse kunst voorgesteld uit China en het buitenland. Het MOCA werd geopend in 2011 en bevindt zich in het Chengdu Tianfu Software Park. Het museumgebouw werd ontworpen door Pritzker-prijswinnaar Liu Jiakun.